# Václav Janeček (odbojář)
Václav Janeček (24. září 1918 Křimice – 25. července 1942 Koncentrační tábor Mauthausen) byl český student a protinacistický odbojář.

## Život
Václav Janeček se narodil 24. září 1918 v Křimicích u Plzně. Vystudoval Slovanské gymnázium v Olomouci, kde byl i členem místní tělovýchovné jednoty. Započal studium na Právnické fakultě Masarykovy univerzity, ale z důvodu uzavření českých vysokých škol Němci v roce 1939 studia nedokončil. Začal pracovat v olomoucké advokátní kanceláři dr. Ot. Smrčka. Po jeho uvěznění a uzavření kanceláře v září 1940 byl zaměstnán u stavební správy v Tišnově a poté jako dělník v Olomouci. Vstoupil do protinacistického odboje jako člen olomoucké skupiny Studentský domov. Přestože skupina nebyla aktivní, byla prozrazena a její členové pozatýkáni. Václav Janeček byl gestapem 20. listopadu 1940 a v Breslau souzen za velezradu. Byl sice osvobozen, ale nadále vězněn postupně v brněnských Kounicových kolejích a koncentračních táborech Auschwitz a Mauthausen. Dne 25. července 1942 zahynul v jeho části Gusen.

## Posmrtná ocenění
- Václavu Janečkovi byl in memoriam udělen Československý válečný kříž 1939